# Donja Purgarija
Donja Purgarija is een plaats in de gemeente Klinča Sela in de Kroatische provincie Zagreb. De plaats telt 124 inwoners (2001).